# Xangri-lá
Xangri-lá, amtlich portugiesisch Município de Xangri-lá, ist eine Gemeinde an der Südküste Brasiliens im Bundesstaat Rio Grande do Sul. Sie liegt fünf Kilometer südwestlich von Capão da Canoa, der größten Stadt in der Nähe, und grenzt an die Gemeinden Capão da Canoa, Imbé und Maquiné. Sie ist 132 km von der Hauptstadt Porto Alegre entfernt.

## Geschichte
Die an der Nordküste von Rio Grande do Sul gelegene Gemeinde wurde am 26. März 1992 nach einer Volksabstimmung gegründet. Bis dahin gehörte das 60.950 km² große Gebiet zum Município Capão da Canoa. Den Namen Xangri-lá wählten die Gemeindevertreter aus touristischen Gründen, er leitet sich aus dem Roman Lost Horizon von James Hilton ab: Shangri-La steht darin als ein Synonym für das Paradies.
Nach der Gründung entstanden neun künstlich als Resorts angelegte Badeorte:
- Atlântida
- Guará
- Xangri-Lá
- Praia dos Coqueiros
- Marina
- Maristela
- Remanso
- Arpoador
- Noiva do Mar
- Rainha do Mar.[3]

Die Einwohnerzahl der Gemeinde stieg von 9.693 im Jahr 2003 auf 12.434 im Jahr 2010 und auf 16.775 nach einer Schätzung im Jahr 2020. Sie werden Xangrilaenser (xangrilaenses) genannt. Ein kultureller Anziehungspunkt ist unter anderem die Biblioteca Municipal de Xangri-lá. Die Stadtbibliothek mit mehr als 6000 Medieneinheiten wurde 2007 eingeweiht und ist Veranstaltungsort zahlreicher Lesungen und Ausstellungen lokaler Künstler.

## Kommunalpolitik
Bei der Kommunalwahl 2016 wurde Cilon Rodrigues da Silveira des Partido Democrático Trabalhista (PDT) für die Amtszeit von 2017 bis 2020 zum Stadtpräfekten gewählt. Er wurde bei der Kommunalwahl 2020 durch Celso Bassani Barbosa, genannt Celsinho, des Partido Trabalhista Brasileiro (PTB) für die Amtszeit von 2021 bis 2024 als Bürgermeister abgelöst.
Die Legislative liegt bei einem Stadtrat aus neuen gewählten vereadores der Câmara Municipal.

## Wirtschaft
Aufgrund der Lage an der Küste des Südatlantiks ist die Wirtschaft der Gemeinde überwiegend auf den Tourismus ausgerichtet. Die Mehrzahl der Einwohner ist im Gastgewerbe und im Baugewerbe tätig. Der 18 Kilometer lange Strand von Xangri-lá zieht jährlich Tausende Urlauber aus dem brasilianischen Inland sowie aus Argentinien und Uruguay an. Ein weiterer nicht unbedeutender Wirtschaftsfaktor sind die im Osten der Gemeinde in mehreren Kasernen stationierten Brigadeeinheiten der Forças Armadas do Brasil.